# Bey (Vaud)
Le Bey est une rivière de la plaine de l'Orbe dans le canton de Vaud, en Suisse.

## Hydronymie
Le Bey tire son nom de l'ancien français bédière ayant aussi donné le mot bief. Le nom Bey fait référence à un lit de rivière et par développement à un canal servant à amener l'eau aux moulins.

## Géographie
Le Bey est une rivière longue de 7,94 km qui naît au lieu-dit champ du Ru dans les hauts de la plaine de l'Orbe au sud-ouest de la commune de Champvent. Il porte alors le nom de Ru de Tedez. Il entre dans un vallon encaissé, les Combes, qu'il emprunte jusqu'à Mathod. Il tourne alors en direction du nord et depuis cet endroit, la rivière est canalisée jusqu'à son embouchure dans le lac de Neuchâtel. Le ruisseau et longe la route de Montagny sur environ 530 m. Il passe ensuite sous la route et prend le nom de Bey. Il passe alors à l'ouest du mont de Chamblon où il dessert d'anciens moulins. De l'autre côté du mont de Chamblon après avoir marqué la limite entre les communes de Chamblon et de Montagny-près-Yverdon, il entre complètement sur le territoire de cette dernière dans les marais de Valeyres. Il reçoit alors les eaux du canal occidental. Sur la fin de son tracé, il marque la limite entre les communes de Montagny-près-Yverdon et Yverdon-les-Bains. Il coule en ligne droite jusqu'au lac. Sur ses 280 derniers mètres, il coupe la réserve naturelle du bois des Vernes.[réf. nécessaire]
En 2021, on suspecte que le Bey soit relié à une source d'eau potable, le Cossaux, qui pourrait être exploitée. Pour déterminer cela, un colorant de traçage est injecté dans le cours d'eau afin d'en déterminer l'écoulement précis. La substance utilisée est de l'uranine.

### Aménagements
Après avoir inondé la plaine de l'Orbe à plusieurs reprises, le canton de Vaud décide de canaliser le Bey dans sa partie inférieure. Ces travaux sont entrepris dès 1854 pour le Bey et les autres cours d'eau de la plaine de l'Orbe. On nomme alors son embouchure : canal-du-Bey. Le format du lit est de profil trapézoïdal,.
Néanmoins, ce n'est qu'au début du XXe siècle que le Bey est canalisé jusqu'à son embouchure. Les travaux sont complétés en 1963 avec un endiguement complet. Des déchets ont été utilisés comme remblais. Il est donc difficile de renaturer cette portion du cours d'eau.
Cependant, avec le temps, le point de vue change et dans le but de mieux maîtriser les crues et de sécuriser la plaine de l'Orbe tout en favorisant la biodiversité, il est décidé de renaturer une partie du Bey. Ainsi, entre mai 2020 et juin 2021, entre les Moulinets et le Cossaux, au pied du mont de Chamblon, le cours du Bey est entièrement renaturé. Des méandres sont créés. Le lit majeur est élargie et un lit mineur est créé afin de varier la structuration du lit de la rivière. La valeur paysagère est accrue et la migration piscicole est maintenue. L'ensemble des travaux se monte à 1.2 million de francs.

### Hydrologie
Jusqu'en 2005, se trouvait une station de mesure à Montagny-près-Yverdon juste après le Moulin Chapuis. Le débit annuel moyen du Bey est de 0,429 m3/s pour la période de novembre 2000 à mai 2005. Le débit journalier moyen le plus élevé est atteint le 16 novembre 2002 avec 4,968 m3/s. Le débit minimum moyen journalier lui a été mesuré le 13 octobre 2004 avec 0,026 m3/s.

## Faune
Depuis que le Bey a été renaturé au pied de la colline de Chamblon, il a été observé la venue du lac de truites, de lottes et de brochets.
Son embouchure coule dans la réserve naturelle des Tuileries. On y a observé la présence de différents batraciens tels que la grenouille rieuse, la grenouille rousse, le triton palmé, le sonneur à ventre jaune, le crapaud commun et la grenouille verte.